# Président de la république démocratique fédérale d'Éthiopie
Le président de la république démocratique fédérale d’Éthiopie (en amharique : የኢትዮጵያ ፌዴራላዊ ዲሞክራሲያዊ ሪፐብሊክ ፕሬዝዳንት romanisé: ye’ītiyop’iya fēdēralawī dīmokirasīyawī rīpebilīki pirēzidaniti) est le chef de l'État de l'Éthiopie.
Il est élu au suffrage indirect pour un mandat de 6 ans. L'Éthiopie étant un régime parlementaire, le président de la République dispose de peu de pouvoirs et occupe une fonction symbolique. La Constitution de 1994 définit l'essentiel de ses pouvoirs dans son chapitre 7.
Le poste est occupé par Taye Atske Sélassié depuis le 7 octobre 2024.

## Élection
Le président de la République est élu pour un mandat de six ans, renouvelable une fois, à la majorité qualifiée des deux tiers par la Chambre des représentants des peuples et la Chambre de la fédération réunis en congrès. Si aucun candidat n'atteint la majorité qualifiée, deux autres tours sont organisés à la majorité absolue. Si toujours aucun candidat n'est élu au troisième tour de scrutin, la majorité relative suffit. L'élection par les parlementaires se fait de manière publique, à main levée. 
Une fois que le candidat est officiellement élu, il ne peut plus siéger au parlement. Avant son entrée en fonction, le président de la République doit affirmer sa loyauté envers la Constitution et le peuple éthiopien, à une date déterminée par les deux chambres du Parlement, avec la formule suivante : 

« Je [nom] jure, sur ma nomination en tant que Président de la République fédérale démocratique d'Éthiopie, de loyalement répondre aux importantes responsabilités qui m'incombent. »

— article 70-5 de la Constitution

## Pouvoirs
Le président de la République dispose des pouvoirs suivants : 
- il désigne les ambassadeurs et autres représentants après nomination du Premier ministre (article 71-1)
- il reçoit les lettres de créance des ambassadeurs et autres représentants (article 71-2)
- il décerne les hauts grades militaires après une présentation par le Premier ministre (article 71-3)
- il convoque la session annuelle de la réunion des deux assemblées (article 71-4)
- il décerne les médailles et distinctions (article 71-5), il a le droit de grâce (article 71-6)
- il promulgue les lois et traités internationaux ratifiés par le Conseil des représentants des peuples qui seront publiés dans la Negarit Gazeta (article 71-7)
- il nomme trois juristes professionnels au Conseil constitutionnel, après nomination par la Chambre des représentants des peuples.

## Siège
Le siège de la présidence est le Palais national d'Addis-Abeba.

## Source
Tous les articles cités font référence (sauf mention contraire) à la Constitution.